# Davenescourt
Davenescourt és un municipi francès situat al departament del Somme i a la regió dels Alts de França. L'any 2007 tenia 494 habitants.

## Demografia

### Població

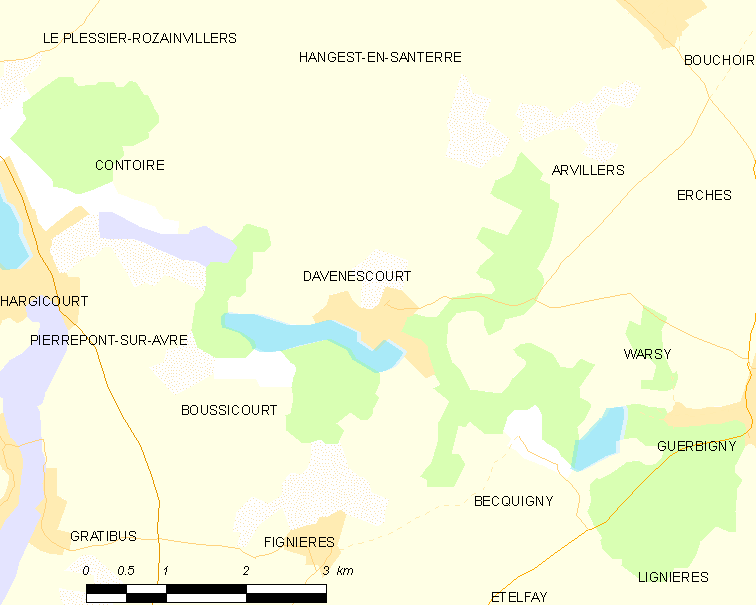

El 2007 la població de fet de Davenescourt era de 494 persones. Hi havia 208 famílies de les quals 64 eren unipersonals (32 homes vivint sols i 32 dones vivint soles), 68 parelles sense fills, 68 parelles amb fills i 8 famílies monoparentals amb fills.

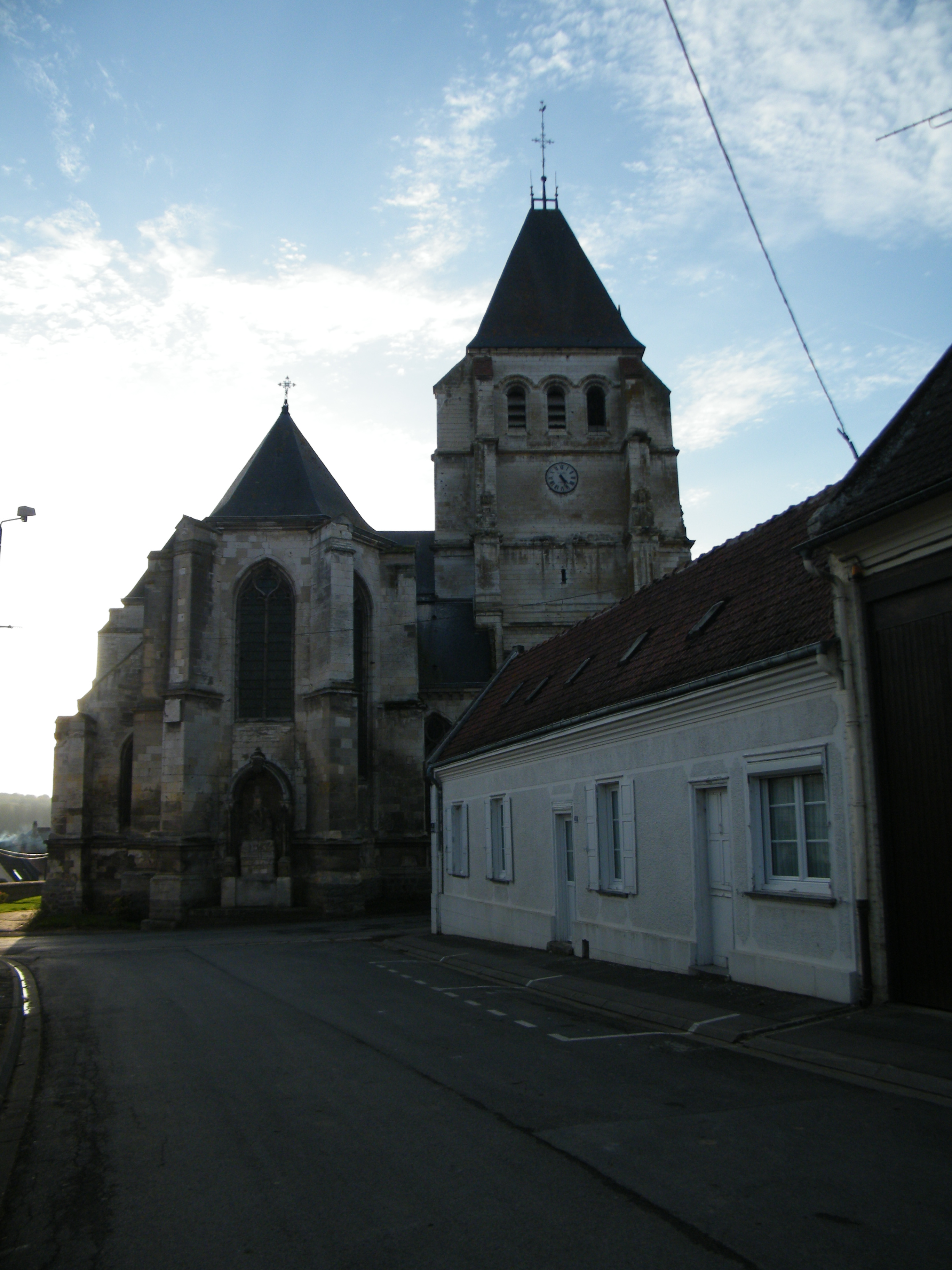

La població ha evolucionat segons el següent gràfic:
Habitants censats

### Habitatges
El 2007 hi havia 243 habitatges, 208 eren l'habitatge principal de la família, 26 eren segones residències i 9 estaven desocupats. Tots els 240 habitatges eren cases. Dels 208 habitatges principals, 178 estaven ocupats pels seus propietaris, 21 estaven llogats i ocupats pels llogaters i 9 estaven cedits a títol gratuït; 2 tenien una cambra, 25 en tenien dues, 49 en tenien tres, 65 en tenien quatre i 68 en tenien cinc o més. 131 habitatges disposaven pel capbaix d'una plaça de pàrquing. A 94 habitatges hi havia un automòbil i a 78 n'hi havia dos o més.

### Piràmide de població

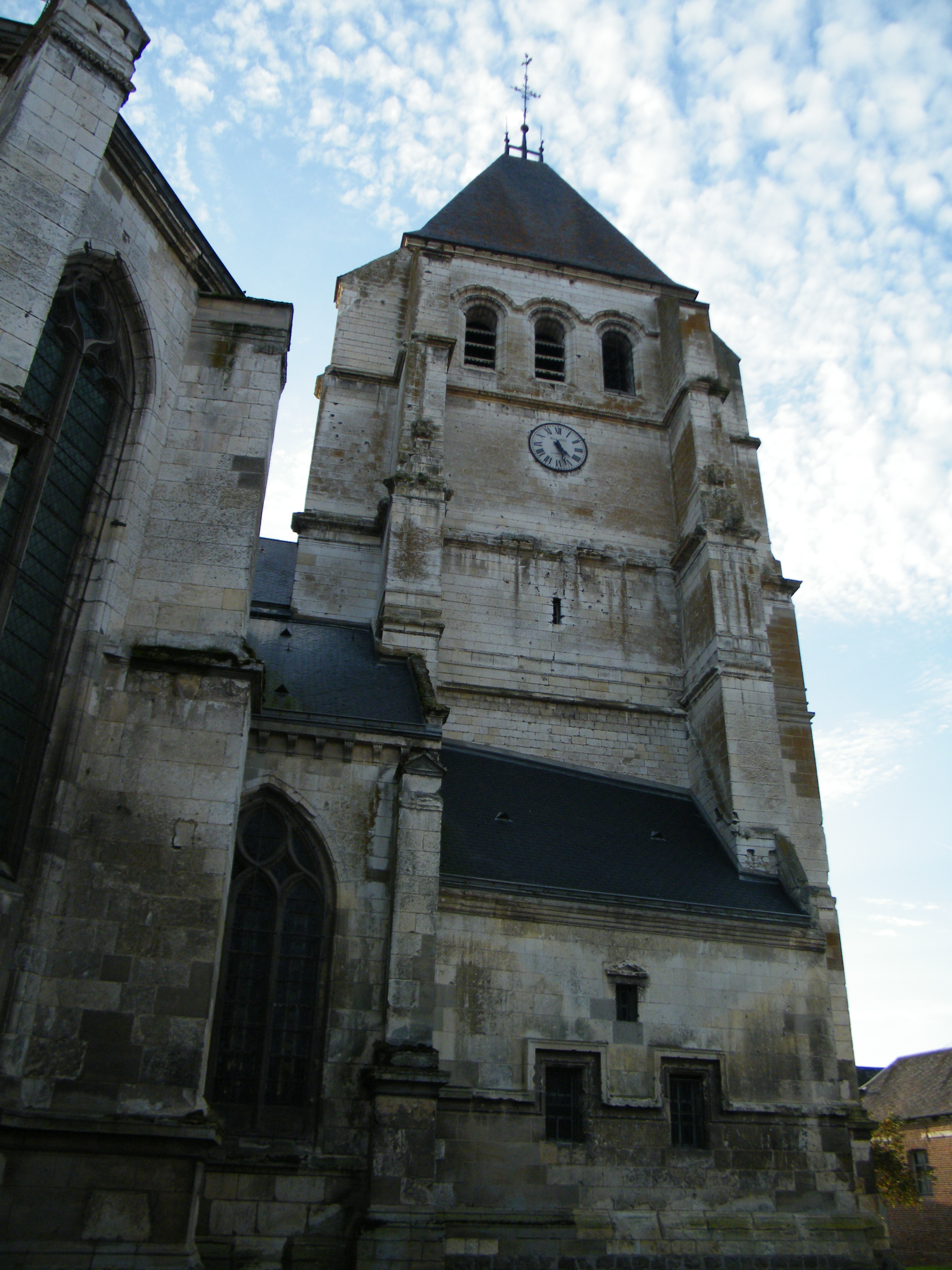

La piràmide de població per edats i sexe el 2009 era:
| Homes | Edats   | Dones |
| ----- | ------- | ----- |
| 0     | 95 o +  | 0     |
| 4     | 90 a 94 | 0     |
| 4     | 85 a 89 | 12    |
| 0     | 80 a 84 | 8     |
| 12    | 75 a 79 | 24    |
| 8     | 70 a 74 | 28    |
| 8     | 65 a 69 | 0     |
| 12    | 60 a 64 | 0     |
| 8     | 55 a 59 | 8     |
| 20    | 50 a 54 | 12    |
| 16    | 45 a 49 | 4     |
| 8     | 40 a 44 | 16    |
| 24    | 35 a 39 | 4     |
| 20    | 30 a 34 | 28    |
| 8     | 25 a 29 | 16    |
| 24    | 20 a 24 | 12    |
| 12    | 15 a 19 | 28    |
| 16    | 10 a 14 | 16    |
| 8     | 5 a 9   | 32    |
| 16    | 0 a 4   | 12    |

## Economia

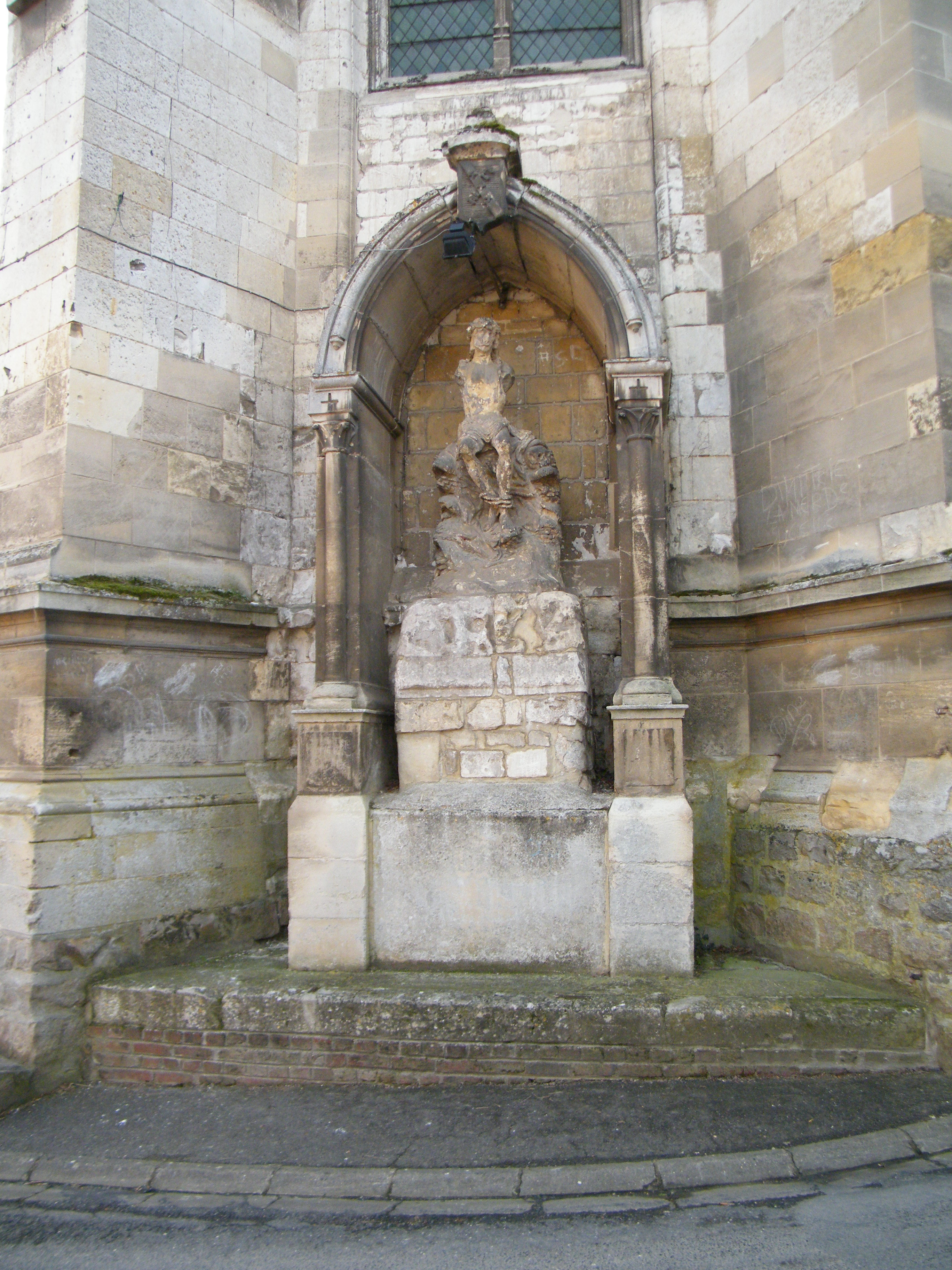

El 2007 la població en edat de treballar era de 302 persones, 220 eren actives i 82 eren inactives. De les 220 persones actives 200 estaven ocupades (113 homes i 87 dones) i 20 estaven aturades (10 homes i 10 dones). De les 82 persones inactives 34 estaven jubilades, 21 estaven estudiant i 27 estaven classificades com a «altres inactius».

### Ingressos
El 2009 a Davenescourt hi havia 205 unitats fiscals que integraven 484 persones, la mediana anual d'ingressos fiscals per persona era de 16.301 €.

### Activitats econòmiques
Dels 15 establiments que hi havia el 2007, 1 era d'una empresa alimentària, 1 d'una empresa de fabricació d'altres productes industrials, 4 d'empreses de construcció, 1 d'una empresa de comerç i reparació d'automòbils, 2 d'empreses de transport, 4 d'empreses de serveis i 2 d'entitats de l'administració pública.
Dels 5 establiments de servei als particulars que hi havia el 2009, 1 era una oficina de correu, 1 guixaire pintor, 2 lampisteries i 1 electricista.

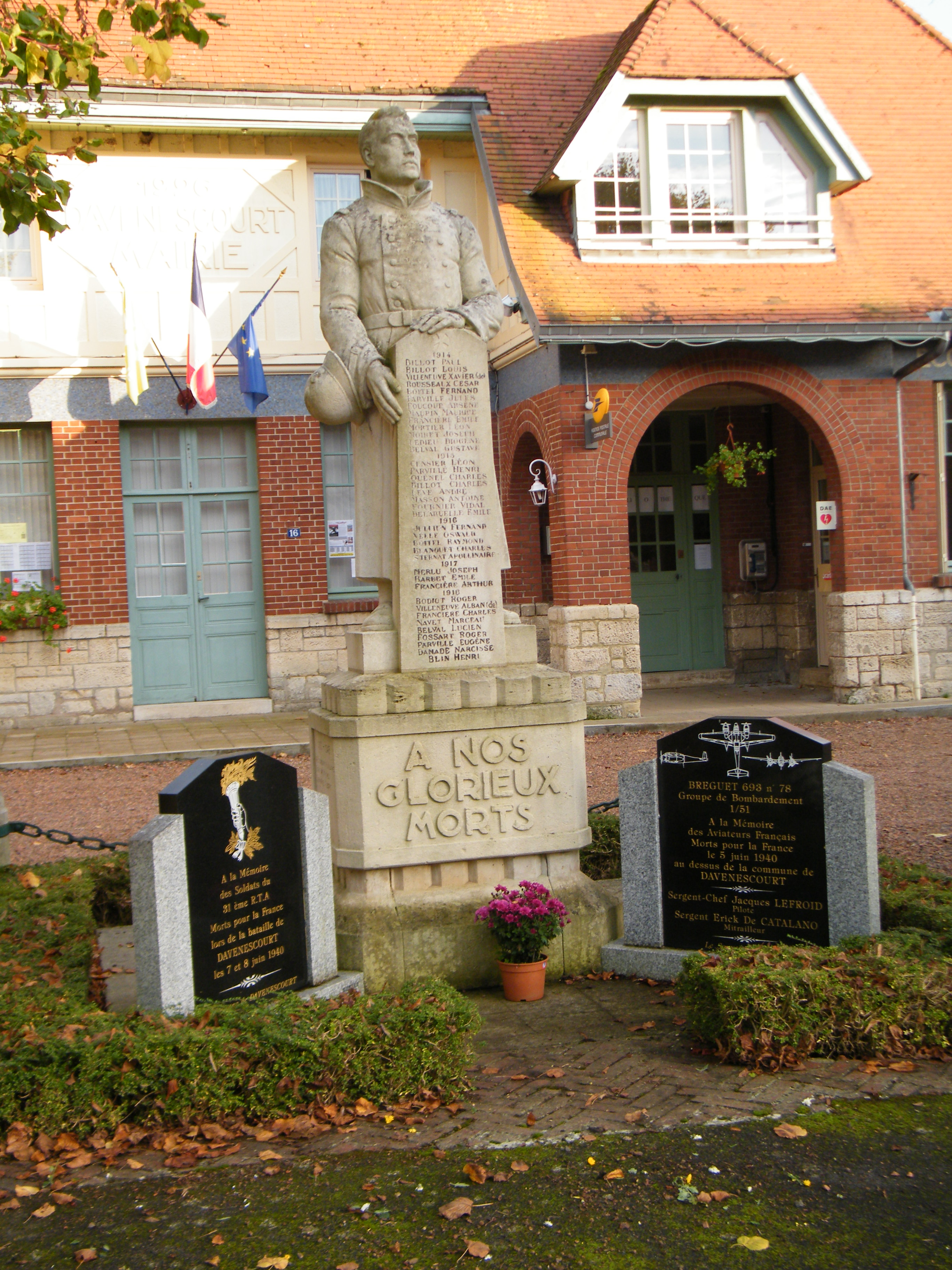

L'any 2000 a Davenescourt hi havia 9 explotacions agrícoles.

## Equipaments sanitaris i escolars
El 2009 hi havia una escola elemental integrada dins d'un grup escolar amb les comunes properes formant una escola dispersa.

## Poblacions més properes
El següent diagrama mostra les poblacions més properes.